# لويز كلاب
لويز كلاب (بالإنجليزية: Louise Clapp)‏ هي لاعب كرة قاعدة أمريكية، ولدت في 12 مايو 1934 في هارود في الولايات المتحدة، وتوفيت في 17 أكتوبر 1967 في كليفلاند في الولايات المتحدة.